# Davilla emarginata
Davilla emarginata är en tvåhjärtbladig växtart som beskrevs av Herman Otto Sleumer. Davilla emarginata ingår i släktet Davilla, och familjen Dilleniaceae. Inga underarter finns listade i Catalogue of Life.